# Величко, Феликс Казимирович
Фе́ликс Казими́рович Вели́чко (24 февраля 1931 года, Ленинград — 13 мая 2010 года) — советский химик, доктор химических наук, профессор; российский астролог
, главный консультант астрологического журнала «Гороскоп», один из учредителей «Союза профессиональных астрологов»
Действительный член общественных академий РАЕН и МАИ.

## Биография

### Научная деятельность
По образованию химик. В 1957 году защитил диссертацию на соискание учёной степени кандидата химических наук на тему «Синтез и химические превращения трихлорметильных и γ,γ2-дихлораллильных соединений ртути». Работал в Институте элементоорганических соединений имени А. Н. Несмеянова АН СССР, ведущий научный сотрудник.
В 1982 году защитил диссертацию на соискание учёной степени доктора химических наук по теме «Исследование радикальных реакций полигалогенпроизводных, содержащих хлор и бром» (Специальность 02.00.08 «Xимия элементоорганических соединений»).

## Награды
- Государственная премия СССР (1986) совместно с А. Б. Терентьевым, ИЭОСАН имени А. Н. Несмеянова; Г. И. Никишиным, Виноградовым М. Г., Огибиным,  Ю. Н., ИОХАН имени Н. Д. Зелинского; Р. Х. Фрейдлиной — за цикл работ «Научные основы и новые прогрессивные методы органического синтеза с применением гомолитических реакций» (1961 — 1984)